# Wertikal
Wertikal (ros. Вертикаль - wertykał) – seria jedenastu radzieckich rakiet badawczych używanych w ramach programu Interkosmos, do wynoszenia aparatury badawczej służącej do pomiarów promieniowania rentgenowskiego i nadfioletowego Słońca. 28 listopada 1970 roku został zapoczątkowany program doświadczeń krajów socjalistycznych przy użyciu rakiet typu Wertikal, wystrzeleniem rakiety Wertikal-1 na wysokość 487 km. Uczeni polscy uczestniczyli w pracach nad zestawem aparatury dla pięciu tych rakiet. Ostatni lot rakiety z tej serii (Wertikal-11) miał miejsce w 1983 roku.